# Eskina Opuesta
Eskina Opuesta es una banda del género Rock Latino y Ska Fusión formado en el año 2006 en San Salvador. Saltó a la fama por su sencillo "El Superman", una versión moderna del clásico de la cumbia colombiana.

## Historia
En el año 2006 nace Eskina Opuesta como una nueva propuesta musical. La banda nace como propuesta de Jamie Mendez que conocía a Héctor Mendez, a quien le pidió reunir un grupo de músicos: inicialmente se reunían en una casa de la colonia Luz que quedaba esquina opuesta a la cuna de nacimiento de los "Pachines" y Jorge "Mágico" González.

## Discografía
- Eskineando (2009)

### Sencillos
- El superman (2006)
- La Traicionera (2006)
- El Rey (2006)
- La Brujita (2007)
- Te entregarás (2006)
- La Perdida (2006)
- La Selecta (2006)
- No me vuelvas a buscar (2006)
- Nada tienes (2012)
- La Diva (2023)

### Colaboraciones
- Lloramos o cantamos (Feat. Alto Mando, 2006)
- La Brujita (Feat. Aniceto Molina, 2007)
- La Selecta (Feat. Alto Mando, 2008)
- Ya vas Barrabás (Feat. Luis López, 2012)
- Echémonos la mano (Feat. Varios artistas, 2016)

## Reconocimientos y méritos
- Premios Subterránica Radio Femenina 2006, 2 nominaciones: Grupo Revelación y Mejor Canción
- El Superman, noveno puesto en las 101 canciones del 2006, Radio Femenina
- Premios Pentagrama 2006, Grupo Revelación
- Premios Carbonero 2007, Grupo Juvenil del Año

- Datos: Q30916300